# Marry the Night
"Marry the Night" er den femte single fra den amerikanske sangerinde Lady Gagas andet studiealbum, Born This Way. Sangen er skrevet af Lady Gaga og Fernando Garibay, og blev frigivet på verdensplan den 15. november 2011.

## Hitliste
| Hitliste (2011)                  | Højeste placering |
| -------------------------------- | ----------------- |
| Belgian Tip Chart (Flanders)     | 27                |
| Belgian Singles Chart (Wallonia) | 40                |
| Canadian Hot 100                 | 91                |
| Irish Singles Chart              | 34                |
| South Korean Gaon Chart          | 11                |
| UK Singles Chart                 | 98                |
| US Billboard Hot 100             | 79                |